# مقاطعة بردسير
مقاطعة بردسير (بالفارسية: شهرستان بردسیر) هي مقاطعة تقع في إيران في محافظة كرمان. يقدر عدد سكانها بـ 84,543 نسمة .